# Argentochiloides
Argentochiloides är ett släkte av fjärilar. Argentochiloides ingår i familjen Crambidae.
Kladogram enligt Catalogue of Life:
| Argentochiloides | \| \| Argentochiloides meridionalis \| \| \| \| \| \| Argentochiloides xanthodorsellus \| \| \| \| |
|                  | \| \| Argentochiloides meridionalis \| \| \| \| \| \| Argentochiloides xanthodorsellus \| \| \| \| |
|                  | Argentochiloides meridionalis                                                                      |
|                  | |
|                  | Argentochiloides xanthodorsellus                                                                   |
|                  | |